# Jean-Baptiste Henri Barré de Saint-Leu
Jean-Baptiste Henri Barré de Saint-Leu (Parigi, 28 gennaio 1763 – Parigi, 11 aprile 1830) è stato un navigatore francese.

## Carriera
Nel 1792 Barre de Saint-Leu, all'epoca tenente, entrò in servizio nella stazione di Terre-Neuve sotto Pierre César Charles de Sercey, comandando l'aviso Impatient che trasportò Pouget, un ufficiale di Saint-Domingue, nella sua crociera da Le Havre a Saint-Pierre e Miquelon e ritorno a Rochefort e Nantes. L'anno successivo comandò la corvetta Perdrix.
Nel settembre 1796 fu promosso Comandante alla guida del brigantino Pélagie. Nel giugno 1797 venne assegnato alla fregata Précieuse a Brest.
Successivamente, Barré commandò la fregata Alceste durante la Campagna d'Egitto. Dopo la battaglia del Nilo, venne inviato a negoziare lo scambio di prigionieri con gli inglesi. Si distinse durante il servizio in Egitto, tanto che venne insignito con la spada d'onore per la sua condotta.
Il 5 febbraio 1799 venne promosso capitano ed assegnato all'Alceste in agosto, con cui trasportò forniture militari da Alessandria d'Egitto a Giaffa, e trasferì il generale Jean Reynier. In seguito venne assegnato ad uno squadrone sotto l'ammiraglio Jean-Baptiste Perrée, che comprendeva tra l'altro le navi Junon, Courageuse, Salamine ed Alerte. In uno scontro navale del 18 giugno 1799, lo squadrone di Perrée si scontrò con le 30 navi della flotta di Lord Keith e venne catturata. L'Alceste venne colpita dalla HMS Bellona. In dicembre, Barré ricevette il comando della Égyptienne, con cui trasportò truppe e munizioni in Egitto e condusse un'azione di ricognizione ad Hyères.
Il 10 luglio 1801, Barré prese il comando delle forze francesi a San Domingo, sostituendo Latouche-Tréville che era tornato malato in Francia e aveva presidiato fino alla resa, in seguito al blocco di Saint-Domingue. Nell'ottobre 1802 comandò la Surveillante.
Nel 1812 comandò le forze francesi dell'Adriatico che combatterono la battaglia di Grado, in cui la sua nave Rivoli da 74 cannoni venne catturata dopo un aspro combattimento in cui lo stesso Barrè venne ferito e catturato.